# 1900 год
1900 (ты́сяча девятисо́тый) год  по григорианскому календарю — невисокосный год, начинающийся в понедельник. Это 1900 год нашей эры, 10‑й год 10‑го десятилетия XIX века 2‑го тысячелетия, 1‑й год 1900‑х годов. Он закончился 125 лет назад.
| Пн | Вт | Ср | Чт | Пт | Сб | Вс |
| 1  | 2  | 3  | 4  | 5  | 6  | 7  |
| 8  | 9  | 10 | 11 | 12 | 13 | 14 |
| 15 | 16 | 17 | 18 | 19 | 20 | 21 |
| 22 | 23 | 24 | 25 | 26 | 27 | 28 |
| 29 | 30 | 31 |    |    |    |    |

| Пн | Вт | Ср | Чт | Пт | Сб | Вс |
|    |    |    | 1  | 2  | 3  | 4  |
| 5  | 6  | 7  | 8  | 9  | 10 | 11 |
| 12 | 13 | 14 | 15 | 16 | 17 | 18 |
| 19 | 20 | 21 | 22 | 23 | 24 | 25 |
| 26 | 27 | 28 |    |    |    |    |

| Пн | Вт | Ср | Чт | Пт | Сб | Вс |
|    |    |    | 1  | 2  | 3  | 4  |
| 5  | 6  | 7  | 8  | 9  | 10 | 11 |
| 12 | 13 | 14 | 15 | 16 | 17 | 18 |
| 19 | 20 | 21 | 22 | 23 | 24 | 25 |
| 26 | 27 | 28 | 29 | 30 | 31 |    |

| Пн | Вт | Ср | Чт | Пт | Сб | Вс |
|    |    |    |    |    |    | 1  |
| 2  | 3  | 4  | 5  | 6  | 7  | 8  |
| 9  | 10 | 11 | 12 | 13 | 14 | 15 |
| 16 | 17 | 18 | 19 | 20 | 21 | 22 |
| 23 | 24 | 25 | 26 | 27 | 28 | 29 |
| 30 |    |    |    |    |    |    |

| Пн | Вт | Ср | Чт | Пт | Сб | Вс |
|    | 1  | 2  | 3  | 4  | 5  | 6  |
| 7  | 8  | 9  | 10 | 11 | 12 | 13 |
| 14 | 15 | 16 | 17 | 18 | 19 | 20 |
| 21 | 22 | 23 | 24 | 25 | 26 | 27 |
| 28 | 29 | 30 | 31 |    |    |    |

| Пн | Вт | Ср | Чт | Пт | Сб | Вс |
|    |    |    |    | 1  | 2  | 3  |
| 4  | 5  | 6  | 7  | 8  | 9  | 10 |
| 11 | 12 | 13 | 14 | 15 | 16 | 17 |
| 18 | 19 | 20 | 21 | 22 | 23 | 24 |
| 25 | 26 | 27 | 28 | 29 | 30 |    |

| Пн | Вт | Ср | Чт | Пт | Сб | Вс |
|    |    |    |    |    |    | 1  |
| 2  | 3  | 4  | 5  | 6  | 7  | 8  |
| 9  | 10 | 11 | 12 | 13 | 14 | 15 |
| 16 | 17 | 18 | 19 | 20 | 21 | 22 |
| 23 | 24 | 25 | 26 | 27 | 28 | 29 |
| 30 | 31 |    |    |    |    |    |

| Пн | Вт | Ср | Чт | Пт | Сб | Вс |
|    |    | 1  | 2  | 3  | 4  | 5  |
| 6  | 7  | 8  | 9  | 10 | 11 | 12 |
| 13 | 14 | 15 | 16 | 17 | 18 | 19 |
| 20 | 21 | 22 | 23 | 24 | 25 | 26 |
| 27 | 28 | 29 | 30 | 31 |    |    |

| Пн | Вт | Ср | Чт | Пт | Сб | Вс |
|    |    |    |    |    | 1  | 2  |
| 3  | 4  | 5  | 6  | 7  | 8  | 9  |
| 10 | 11 | 12 | 13 | 14 | 15 | 16 |
| 17 | 18 | 19 | 20 | 21 | 22 | 23 |
| 24 | 25 | 26 | 27 | 28 | 29 | 30 |

| Пн | Вт | Ср | Чт | Пт | Сб | Вс |
| 1  | 2  | 3  | 4  | 5  | 6  | 7  |
| 8  | 9  | 10 | 11 | 12 | 13 | 14 |
| 15 | 16 | 17 | 18 | 19 | 20 | 21 |
| 22 | 23 | 24 | 25 | 26 | 27 | 28 |
| 29 | 30 | 31 |    |    |    |    |

| Пн | Вт | Ср | Чт | Пт | Сб | Вс |
|    |    |    | 1  | 2  | 3  | 4  |
| 5  | 6  | 7  | 8  | 9  | 10 | 11 |
| 12 | 13 | 14 | 15 | 16 | 17 | 18 |
| 19 | 20 | 21 | 22 | 23 | 24 | 25 |
| 26 | 27 | 28 | 29 | 30 |    |    |

| Пн | Вт | Ср | Чт | Пт | Сб | Вс |
|    |    |    |    |    | 1  | 2  |
| 3  | 4  | 5  | 6  | 7  | 8  | 9  |
| 10 | 11 | 12 | 13 | 14 | 15 | 16 |
| 17 | 18 | 19 | 20 | 21 | 22 | 23 |
| 24 | 25 | 26 | 27 | 28 | 29 | 30 |
| 31 |    |    |    |    |    |    |

В программах Lotus 1-2-3, Microsoft Excel и стандарте Microsoft Office Open XML 1900 год ошибочно считается високосным, исправление ошибки считается нецелесообразным.
С 1 марта разница между юлианским календарём («по старому стилю») и григорианским календарём («по новому стилю») равна 13 дням.

## Знаменательные события
- 4 января — в России в области вокруг Тифлиса землетрясение разрушило 10 деревень. При этом примерно 1 000 человек погибли.
- 8 марта — основанный Людовиком XIV французский национальный театр Comedie-Francaise сгорает до наружных стен. Среди человеческих жертв — 22-летняя актриса Яна Энрайот. 29 декабря открывается новое здание.
- 11 мая — на Петербургском заводе «Новое адмиралтейство» спущен на воду крейсер «Аврора».
- 28 мая — В Португалии, Испании, Алжире и в некоторых штатах США наблюдалось полное солнечное затмение.
- Июль — Китайский погром в Благовещенске.
- 8 сентября — на техасский город Галвестон обрушился смертоносный ураган, унёсший от 8 до 12 тысяч жизней.
- 29 октября — При взрыве химической фабрики в Нью-Йорке погибли почти 200 человек.

## Политика и экономика
- 1 января
  - в Германской империи вступают в силу «Гражданский свод законов» (Германское гражданское уложение) и Торговый кодекс.
  - Вальтер Хаузер замещает Эдуарда Муллера на посту федерального президента Швейцарии.
  - император Вильгельм II (Германия) устраивает празднество в честь столетнего юбилея арсенала в Берлине.
- 2 января — в Вене выходит первый номер газеты «Kronen Zeitung». Издателем новой дневной газеты является Густав Давис[нем.].
- 3 января — французский государственный суд в Париже осуждает поэта и политика Поля Деруледа за государственную измену на 10 лет ссылки.
- 4 января — в Богемии и в Моравии примерно 70 000 рабочих горнодобывающей промышленности участвуют в забастовке. Они требуют сокращения рабочего дня и повышения зарплаты на 20 %. В феврале к ним присоединяются ещё тысячи горнорабочих. Плохая организация и бедственное финансовое положение привели в марте к безуспешному финалу забастовки.
- 7 февраля — британская Палата общин отказывается преобладающим большинством голосов от предложения ирландских националистов по окончании англо-бурской войны.
- 10 февраля — Ленин вернулся через 3 года из сибирской ссылки, покинув Шушенское[2].
- 17 февраля — император Вильгельм II (Германия) объявляет Самоа зоной германских интересов.
- 7 марта — в ходе Второй англо-бурской войны произошёл бой при Поплар-Гров.
- 10 марта — в ходе Второй англо-бурской войны состоялось Дрейфонтейнское сражение.
- 14 марта — президент США Уильям Мак-Кинли подписывает закон о «золотом стандарте». Это санкционированное обеспечение денежной валюты золотом продержится 71 год до президента Никсона.
- 31 марта — Томаш Масарик (чеш. Tomáš Masaryk) основывает Чешскую народную партию — как чешское движение за независимость и как отказ от панславизма.
- 4 апреля — на Брюссельском вокзале совершено неудачное покушение на Альберта Эдуарда, принца Уэльского. Преступник, 16-летний жестянщик, обосновывал свои действия британской политикой в англо-бурской войне. 5 июля преступник из-за невменяемости был оправдан.
- 15 апреля
  - Французский президент Эмиль Лубе открывает Всемирную выставку в Париже.
  - Немецкая линия Восточной Африки открыла регулярное судоходство в Кейптаун.
- 14 мая — в Российской империи издан закон о поземельном устройстве государственных крестьян Закавказья[3].
- 14 июня
  - Вступление «боксёров» (Ихэтуаньское восстание) в Пекин. Повстанцы начали 56-дневную осаду посольского квартала[4].
  - Гавайи получили статус территории США[5].
- 17 июня — войска европейской коалиции заняли форты Дагу в Китае, охваченном Ихэтуаньским восстанием[4].
- 19 июня — во время беспорядков в ходе ихэтуаньского (боксёрского) восстания в Пекине немецкий посланник Кеттелер был застрелен на улице.
- 25 июня — реформа податного обложения на Кавказе[3].
- 9 июля — в Австралии завершился референдум, в ходе которого была принята Конституция.
- 19 июля — открывается первая ветка парижского метро. Туннель длиной 10,6 км связывает станции Пор-Майо (Porte Maillot) и Пор-де-Венсан (Porte de Vincenne).
- 29 июля
  - Король Италии Умберто I погиб при покушении анархиста Гаэтано Бреши в Монце. Его трон наследовал Виктор Эммануил III.
  - Ленин покинул Россию, началась его 5-летняя женевская эмиграция[6].
- 6 августа — между Францией и Германской империей открывается первая линия телефонной связи.
- 14 августа — огромные участки Брюссельской всемирной выставки разрушаются пожаром.
- 15 августа — экспедиционный корпус западных властей отвоёвывает Пекин у боксёров-повстанцев.
- 20 августа — забастовка железнодорожников станции Елизаветполь (ныне Гянджа) на Кавказе[3].
- 31 августа — открывается телеграфное сообщение между Германией и США посредством подводного трансатлантического кабеля. Линия идёт от Боркума в Нью-Йорк.
- 23 сентября — немецкий фельдмаршал граф Альфред фон Вальдерзее получает статус главнокомандующего подразделений союзников в операции по подавлению ихэтуаньского восстания в Китае.
- 23—27 сентября — конгресс II Интернационала в Париже.
- 1 октября — в катастрофическом пожаре в Баку уничтожается 97 буровых вышек и примерно 8 000 тонн нефти.
- 17 октября — Бернхард фон Бюлов становится новым немецким рейхсканцлером.
- 6 ноября — президентские выборы в США. Действующий президент Уильям Мак-Кинли повторно одержал победу.
- 12 ноября — в Париже закончила работу Всемирная выставка. Организаторы насчитали примерно 47 миллионов посетителей в течение 7 месяцев.
- 13 ноября — во Франции женщинам разрешено заниматься адвокатской деятельностью.

## Наука и техника
- 10 января — на верфи в Штеттине в присутствии императора Вильгельма II состоялся торжественный спуск на воду парохода «Германия» с двойным гребным винтом.
- 21 февраля — рождённый в Ульме физик Альберт Эйнштейн получил гражданство в Цюрихе.
- 25 марта — в Гайдбридже[англ.] около Манчестера испытан первый двухтактный дизельный двигатель.
- 2 июля — в Германии осуществлён первый испытательный полёт Цеппелина.
- 19 октября — Макс Планк объявляет перед Немецким физическим обществом в Берлине об открытии им закона излучения.
- 14 декабря — Макс Планк излагает теоретическую интерпретацию закона излучения, причём он считал, что излучение может испускаться только в определённых долях (кванты энергии) (рождение квантовой теории).
- Издан труд пушкиниста А. Н. Шимановского «Александр Сергеевич Пушкин: О пребывании его в Кишинёве в связи с предыдущей и последующей жизнью».

## Культура
- 14 января — премьера оперы Джакомо Пуччини «Тоска» в Театро Костанци в Риме.
- 26 января — в Штутгарте демонстрируется впервые спектакль «Когда мы, мёртвые, пробуждаемся» по пьесе Генрика Ибсена.
- 3 ноября — премьера оперы «Сказка о царе Салтане» Николая Андреевича Римского-Корсакова в Москве.

## Спорт
- 28 января — в Лейпциге учреждается Немецкий футбольный союз.
- 6 февраля — на озере Csobaer[написание?] (Высокие Татры) состоялся чемпионат Европы в скоростном беге на коньках.
- 9 февраля — 20-летний американский теннисист Дуайт Ф. Дэвис основывает названный в честь него Кубок Дэвиса. Первым обладателем кубка Дэвиса будут США, со счётом 3:0 победившие Великобританию.
- 27 февраля — основание футбольного клуба «FC Бавария» (Мюнхен).
- 18 марта — основание футбольного клуба «Аякс» (Амстердам).
- 14 мая — открытие II летних Олимпийских игр в Париже — как дополнительная программа текущей всемирной выставки.
- 28 мая — закрытие Олимпийских игр в Париже.
- 30 мая — была организована The Uruguay Association Football League, которая позже стала Ассоциацией футбола Уругвая.
- 10 июня — стартовал первый в истории чемпионат Уругвая по футболу, который выиграли игроки Центрального уругвайского железнодорожного крикетного клуба (в будущем — «Пеньяроль»).

## Родились
См. также: Категория:Родившиеся в 1900 году

### Январь
- 5 января — Ив Танги, французский художник-сюрреалист (ум. 1955).
- 9 января — Василий Гаврилович Грабин, советский конструктор ствольной артиллерии и бронетехники (ум. 1980).
- 15 января — Вильям Хейнесен, поэт Фарерских островов (ум. 1991).
- 20 января — Филипп Александрович Агальцов, Герой Советского Союза, маршал авиации, заместитель Главкома ВВС.(ум. 1980).
- 22 января — Эрнст Буш, немецкий певец, актёр и режиссёр (ум. 1980).
- 25 января — Феодосий Григорьевич Добжанский, американский генетик украинского происхождения (ум. 1975).
- 28 января — Герман Кестен, немецкий писатель (ум. 1996).
- 30 января — Исаак Осипович Дунаевский, советский композитор (ум. 1955).

### Февраль
- 5 февраля — Адлай Стивенсон, американский политик Демократической партии (ум. 1965).
- 11 февраля — Ханс-Георг Гадамер, немецкий философ (ум. 2002).
- 12 февраля — Василий Иванович Чуйков, дважды Герой Советского Союза, Маршал Советского Союза (ум. 1982).
- 22 февраля — Луис Буньюэль, испанский кинорежиссёр (ум. 1983).

### Март
- 2 марта — Курт Вайль, немецкий композитор (ум. 1950).
- 6 марта — Эвальд Аав, эстонский композитор (ум. в 1939).
- 13 марта — Йоргос Сеферис, греческий писатель, литературный лауреат Нобелевской премии (ум. 1971).
- 15 марта — Эрнст Нойферт, архитектор, автор обучения строительного проекта (ум. 1986).
- 19 марта — Фредерик Жолио-Кюри, французский физик и общественный деятель, один из основателей и лидеров всемирного Движения сторонников мира и Пагуошского движения учёных (ум. 1958).
- 23 марта
  - Хасан Фатхи, египетский архитектор (ум. 1989).
  - Фромм Эрих, немецкий социолог и философ (ум. 1980).
- 25 марта — Яков Григорьевич Блюмкин, российский революционер, чекист, советский разведчик, террорист и государственный деятель. Один из создателей советских разведывательных служб (ум. 1929).
- 30 марта — Алексей Фёдорович Левашёв, советский военный деятель, Генерал-майор (ум. 1942).

### Апрель
- 2 апреля — Роберто Арльт, аргентинский писатель, драматург и журналист (ум. 1942).
- 3 апреля — Франц Карл Вайскопф, немецкоязычный писатель (ум. 1955).
- 5 апреля — Герберт Байер, австрийский графический дизайнер, типограф, художник (ум. 1985).
- 25 апреля
  - Глэдвин Джебб, британский политик, 1-й генеральный секретарь Организации Объединённых Наций (ум. 1996).
  - Вольфганг Паули, австрийский физик и лауреат Нобелевской премии (ум. 1958).
- 26 апреля — Чарльз Фрэнсис Рихтер, американский сейсмолог (ум. 1985).
- 28 апреля — Ян Хендрик Оорт, голландский астроном (ум. 1992).

### Май
- 1 мая
  - Александр Ват, польский писатель (ум. 1967).
  - Иньяцио Силоне, итальянский писатель (ум. 1978).
- 11 мая — Приди Паномионг, премьер-министр Таиланда (ум. 1983).
- 12 мая
  - Хелена Вайгель, немецкая актриса (ум. 1971).
  - Карл фон Аппен, немецкий художник-декоратор (ум. 1981).
- 14 мая — Лео Смит, голландский композитор и пианист (ум. 1943).
- 17 мая — Николай Березовский, американский композитор, дирижёр и скрипач русского происхождения (ум. 1953).
- 24 мая — Эдуардо Де Филиппо, итальянский комедиограф, актёр и режиссёр (ум. 1984).

### Июнь
- 3 июня — Константин Андреевич Вершинин, советский пилот и генерал-полковник (ум. 1973).
- 5 июня — Дэннис Габор, венгерский физик (ум. 1979).
- 7 июня — Фредерик Терман, американский инженер (ум. 1982).
- 17 июня — Мартин Борман, руководитель партийной канцелярии НСДАП (ум. 1945).
- 25 июня — Луис Маунтбеттен, британский адмирал флота и государственный деятель (ум. 1979).
- 29 июня — Антуан де Сент-Экзюпери, французский писатель и лётчик (ум. 1944).

### Июль
- 18 июля — Натали Саррот, адвокат и писательница (ум. 1999).
- 19 июля — Арно Брекер, немецкий скульптор (ум. 1991).
- 29 июля — Эйвинд Юнсон, шведский писатель и литературный лауреат Нобелевской премии (1974; ум. 1976).

### Август
- 4 августа — Елизавета Боуз-Лайон, супруга короля Георга VI, королева-консорт Соединённого Королевства (1936—1952), последняя императрица Индии (1936—1950), мать королевы Елизаветы II (ум. 2002).
- 8 августа
  - Мария Абрамовна Зубреева, советская художница, живописец и график (ум. 1991).
  - Роберт Сиодмак, немецкий и американский режиссёр (ум. 1973).
- 10 августа — Рене Кревель, французский писатель (ум. 1935).
- 18 августа — Виджая Лакшми Пандит, индийский политик и деятель ООН (ум. 1990).
- 19 августа — Гилберт Райл, английский философ (ум. 1976).
- 25 августа — Ханс Адольф Кребс, немецко-британский медик и биохимик (ум. 1981).
- 29 августа — Семён Алексеевич Лавочкин, советский авиаконструктор (ум. 1960).

### Сентябрь
- 1 сентября — Казимеж Вилкомирский, польский композитор, дирижёр, виолончелист (ум. 1995).
- 3 сентября — Урхо Кекконен, финский политик и премьер-министр (ум. 1986).
- 11 сентября — Иван Никитич Руссиянов, советский военный деятель, генерал-лейтенант, Герой Советского Союза (ум. 1984).
- 18 сентября — Вальтер Венк, главнокомандующий 12-й армии вермахта во Второй мировой войне (ум. 1982).
- 20 сентября
  - Умберту Кастелу Бранку, президент Бразилии (ум. 1967).
  - Иоахим Иеремиас, теолог и востоковед (ум. 1979).
- 28 сентября
  - Отто Браун, немецкий писатель и функционер КПГ (ум. 1974).
  - Борис Ефимович Ефимов, советский художник-карикатурист (ум. 2008).

### Октябрь
- 3 октября — Томас Вулф, американский писатель, представитель так называемого «потерянного поколения» (ум. 1938).
- 7 октября — Генрих Гиммлер, один из главных политических и военных деятелей нацистской Германии, рейхсфюрер СС (ум. 1945).
- 10 октября
  - Карл Кауфман, партийный и государственный деятель нацистской Германии (ум. 1969).
  - Вальтер Шталекер, бригадефюрер СС и генерал-майор полиции (ум. 1942).
- 15 октября
  - Мервин Лерой, американский кинорежиссёр и продюсер (ум. 1987).
  - Пранас Будвитис, литовский журналист, поэт, переводчик (ум. 1975).
- 20 октября — Исмаил аль-Азхари, первый премьер-министр Судана (1956 год), глава государства Судана в 1965—1969 годах (ум. 1969).
- 26 октября — Карин Бойе, шведская писательница (ум. 1941).

### Ноябрь
- 3 ноября — Адольф Дасслер, немецкий предприниматель (ум. 1978).
- 8 ноября — Маргарет Митчелл, американская журналистка и писательница.(ум. 1949).
- 12 ноября — Эммануэль Рингельблюм, польско-еврейский историк и публицист (ум. 1944).
- 14 ноября — Аарон Копленд, американский композитор (ум. 1990).
- 19 ноября — Анна Зегерс, немецкая писательница (ум. 1983).
- 26 ноября — Сергей Ефимович Захаров, советский живописец и акварелист (ум. 1993).

### Декабрь
- 1 декабря — Ион Сава, румынский театральный режиссёр (ум.1947).
- 3 декабря — Рихард Кун, немецко-австрийский химик, лауреат Нобелевской премии (ум. 1967).
- 9 декабря — Хасан Туфан, татарский поэт, писатель (ум. 1981).
- 23 ноября — Василий Прокофьевич Ефанов, советский живописец, народный художник СССР, действительный член Академии художеств СССР, лауреат пяти Сталинских премий (ум. 1978).
- 27 декабря — Павел Васильевич Абросимов, советский архитектор (ум. 1961).

## Скончались
См. также: Категория:Умершие в 1900 году
- 15 января — Генрих Франц Гауденц Рустиге, немецкий художник (род. 1810).
- 20 января — Джон Рёскин, британский писатель и художественный критик (род. 1819).
- 31 января — Джон Шолто Дуглас, маркиз, шотландский дворянин (род. 1844).
- 18 февраля — Эудженио Бельтрами, итальянский математик (род. 1835).
- 3 марта — Людвиг Пурчеллер, альпинист, преподаватель (род. 1849).
- 6 марта — Готтлиб Даймлер, немецкий инженер и изобретатель (род. 1834).
- 28 марта
  - Венсан Бенедетти, французский дипломат (род. 1817).
  - Петрус Якобус Жубер, политический и военный деятель Республики Трансвааль (род. 1834).
- 31 марта — Йозеф Грубер, австрийский отолог, профессор Венского университета; доктор медицины (род. в 1827 году)[7].
- 7 апреля — Фредерик Эдвин Чёрч, американский пейзажист (род. 1826).
- 5 мая — Иван Константинович Айвазовский, русский художник-маринист (род. 1817).
- 11 июня — Изабелла Мария Бойд, — шпионка в американской гражданской войне (род. 1843).
- 12 июня — Жан Фредерик Френе, — французский математик, астроном и метеоролог (род. 1816).
- 21 июня — Михаил Николаевич Муравьёв, министр иностранных дел Российской империи (род. 1845).
- 29 июля — Умберто I, король Италии (род. 1844).
- 4 августа — Исаак Ильич Левитан, русский художник (род 1860).
- 7 августа — Вильгельм Либкнехт, немецкий революционер, марксист, парламентский политик, один из основателей Социал-демократической партии Германии (род. 1826).
- 12 августа — Вильгельм Стейниц, — шахматист, первый официальный шахматный чемпион мира (род. 1836).
- 13 августа — Владимир Сергеевич Соловьёв — русский философ, поэт, публицист и литературный критик.
- 23 августа — Гюстав Поль Клюзере, французский политик, участник Крымской войны, похода Дж. Гарибальди, Гражданской войны в США, генерал армии Севера, член Парижской коммуны 1871 года (род. 1823).
- 25 августа
  - Фридрих Вильгельм Ницше, немецкий философ, поэт.
  - Киётака Курода, японский государственный деятель.
- 20 октября — Наим Фрашери, албанский писатель (род. 1846).
- 29 октября — Фредерик Луи Годе — швейцарский евангелический богослов (род. 1812).
- 15 ноября — Адольф Пихлер, австрийский писатель и натуралист (род. 1819).
- 17 ноября — Александр Константинович Имеретинский, русский князь и генерал (род. 1837).
- 22 ноября — Артур Салливан, английский композитор (род. 1842).
- 30 ноября — Оскар Уайльд, английский писатель (род. 1854).
- 22 декабря — Леонард фон Блюменталь, прусский генерал-фельдмаршал (род. 1810).